# Perret, Côtes-d'Armor

Perret este o comună în departamentul  Côtes-d'Armor, Franța. În 1 ianuarie 2018 avea o populație de 172 de locuitori.